# Amphioplus patulus
Amphioplus patulus är en ormstjärneart som först beskrevs av George Richard Lyman 1879.  Amphioplus patulus ingår i släktet Amphioplus och familjen trådormstjärnor. Inga underarter finns listade i Catalogue of Life.